# Pteris baksaensis
Pteris baksaensis är en kantbräkenväxtart som beskrevs av Ren-Chang Ching. Pteris baksaensis ingår i släktet Pteris och familjen Pteridaceae. Inga underarter finns listade.